# Pharoszi Démétriosz
Pharoszi Démétriosz (ógörög Δημήτριος ἐκ Φάρου / Démétriosz ek Pharu, latin Demetrius Phari; Pharosz, ? – Messzéné, i. e. 214) pharoszi görög származású illír hadvezér, i. e. 227–219 között a kiskorú Pinnész király gyámja és az Illír Királyság régense. A korábban az illír uralkodók mellett helytartói és tanácsadói feladatokat ellátó Démétriosz az első római–illír háború idején (i. e. 229–228) átpártolt a Római Köztársasághoz, majd az illírek vereségével záruló háború után a rómaiak helytartója lett. Az i. e. 227-ben régensi hivataláról lemondott Teuta királyné helyébe lépve átvette az Illír Királyság régensi feladatait. Az i. e. 220-as évek közepétől politikájában fokozatosan Róma ellen fordult: felélesztette az illírek kalózhagyományait, visszafoglalta Atintániát. I. e. 222-től már nyíltan a makedónok oldalán harcolt a Rómával szövetséges koinonok ellen, majd az i. e. 220-ban kirobbant szövetséges háborúban. Róma megelégelte az i. e. 228-as béke felrúgását, és az i. e. 219-es második római–illír háború során leverte Pharoszi Démétrioszt, majd Pinnészt az Illír Királyság teljes jogú uralkodójának ismerte el. A bukott régens Makedóniába menekült, ahol V. Philipposz udvarában kapott oltalmat. Az elkövetkező években a makedón király egyik legfontosabb tanácsadója volt, Illíria feletti hatalma visszaszerzésén munkálkodott, de i. e. 214-ben Messzéné ostrománál életét vesztette.

## Életútja
A szürakuszaiak által gyarmatosított Pharosz szigetén született többgenerációs görög vagy félig görög család sarjaként. A Pharoszi Démétrioszról elsőként hírt adó Polübiosz jellemzése szerint bátor harcos volt, aki hajlamos volt a mérlegelés legkisebb jele nélkül is belevágni a legvakmerőbb kalandokba. Türelmetlenség jellemezte, céljait azonnal, tettei átgondolása nélkül el akarta érni.

### Illír és római szolgálatában
Amikor az i. e. 230-as években Agrón illír király meghódította Pharosz szigetét, Démétrioszt tette meg helytartójául. Agrón i. e. 231-ben bekövetkezett halála után özvegye, Teuta királyné vette át régensként a királyság irányítását. A kormányzás munkáját segítő tanácsadó testületet állított össze (philoi), amelynek egyik legfontosabb tagja Pharoszi Démétriosz lett.
A férje háborús törekvéseit továbbvivő Teuta illírjei az i. e. 229-es paxoszi tengeri csata megnyerése után bevették Kerkürát, és Pharoszi Démétrioszt tették meg az ott állomásoztatott illír helyőrség parancsnokának. Úgy fest azonban, hogy Teuta és Démétriosz között eddigre megromlott a viszony. Polübiosz szerint a királyné lesújtó véleménnyel volt a görögről, aki úgy érezhette, hamarosan kegyvesztett lesz. A helytartó ezért titkos tárgyalásokba kezdett Rómával, és amikor az első római–illír háború kitörése után, még mindig i. e. 229-ben Gnaeus Fulvius Centumalus consul kétszáz hajóból álló flottájával Kerküra alá érkezett, Démétriosz a kezére adta a szigetet. Ezt követően az illíriai viszonyokat jól ismerő Démétriosz csatlakozott az innen északra, Teuta birodalma felé hajózó rómaiakhoz, és a római sereg hasznos tanácsadójának bizonyult a továbbiakban. A rómaiak oldalán harcolt akkor is, amikor felszabadították Issza szigetét az ostromló illírektől. Szolgálataiért cserébe a római szenátus a háború végeztével megtette szülőföldje, Pharosz szigete és a közeli Dalmatiai partok – egyes források szerint az elhódított illíriai területek – helytartójává.

### Régensi uralma
Miután i. e. 227-ben Teuta lemondott régensi hivataláról, Démétriosz feleségül vette Agrón második feleségét, Triteutát, ezzel – és a rómaiak jóváhagyásával – a kiskorú Pinnész király régense lett. Régensi uralma első éveiről nem szólnak az ókori történeti munkák, az i. e. 220-as évek közepétől azonban egyre inkább a Rómával szemben megfogalmazott hatalmi törekvéseivel tűnt ki. Amikor i. e. 225-ben Róma az Alpok felől Etruriát lerohanó gallok elleni háborúval volt elfoglalva, Pharoszi Démétriosz a római és görög hajósok által egyaránt rettegett, a mai Isztria-félszigeten élt hisztrónokkal szövetkezve visszavezette az illíreket a kalózkodás gyakorlatához. Appianosz tanúsága szerint ugyanebben az időszakban fegyverrel visszavívta az addig Róma protekturátusát élvező atintánok koinonját is, így az Illír Királyság ismét határos lett Makedóniával. Nem véletlen tehát, hogy néhány évvel később, i. e. 222-ben Démétriosz már III. Antigonosz makedón király oldalán harcolt a kleomenészi háborúban. A Spárta végső vereségét hozó szellasziai csatába személyesen vezette 1600 illír harcosát. Polübiosz krónikája szerint a győztes csatát követően III. Antigonosz arról kapott híreket, hogy „illírek” rohanták le Makedóniát és az országot dúlják. Miután a Pharoszi Démétriosz vezette illírek a makedónok oldalán harcoltak, Neritan Ceka szerint kétféle értelmezése merülhet fel ennek az epizódnak. Az egyik szerint valójában a makedónok évszázados ellenségei, a dardánok támadták meg az országot. A másik elmélet szerint viszont a Démétriosz Róma-ellenes politikáját ellenző cseperedő király, Pinnész támogatói állhattak Makedónia megtámadása mögött.
I. e. 220-ban Démétriosz Szkerdilaidasszal együtt kilencven hajóból álló flottával Lisszosztól délre hajózott, ami már az első római–illír háborút lezáró i. e. 228. évi béke rendelkezéseinek nyílt megszegése volt. A peloponnészoszi Pülosz sikertelen megostromlását követően kettéváltak. Démétriosz ötven lembosszal a Kükládok szigeteit fosztogatta, míg Szkerdilaidasz negyven hajója élén az aitóliai Naupaktosz felé vette az irányt. Az ifjú makedón király, V. Philipposz ezalatt nagy tettvággyal szervezte a hegemóniáért, és a végső soron Róma ellen folytatott harcot, i. e. 220-ban kitört a szövetséges háború. Pharoszi Démétriosz csatlakozott a szövetséghez, és makedón megbízásból az aitóliai partvidékét fosztogatta. Ugyanebben az időszakban Szkerdilaidasz az ellenséges táborban, aitól zsoldban dúlta az akháj partokat, de a zsákmánnyal elégedetlenül végül ő is csatlakozott a szövetségesekhez. A helyzet egyre kaotikusabb lett a Balkán-félszigeten, s a zűrzavart kihasználva az illír harcosok a legkülönfélébb hadszíntereken tűntek fel ezekben az években. Démétriosz 220–219 telén elfoglalta az atintán területek határán fekvő Dimalét, és nagyobb helyőrséget telepített a városba. Szkerdilaidasz évi 20 talentumos kompenzáció fejében harminc lemboszt bocsátott Makedónia rendelkezésére, emellett i. e. 219-ben fia, Pleuratosz vezetésével négyszáz illír harcolt Kréta szigetén. Noha Róma a punok elleni második háborújára készülődött, a szenátus végül mégis úgy döntött, hogy a várhatóan hosszúra nyúló pun hadjárat előtt okosabb lenne az illíriai helyzetet orvosolni és Pharoszi Démétriosztól megszabadulni.
Pharoszi Démétriosz tisztában volt vele, hogy a Rómával való összecsapás csupán idő kérdése. Ezért politikai ellenfeleit meggyilkoltatta, és saját embereit állította kulcspozíciókba. Megerősítette Dimalé várát, hatezer harcosa élén pedig Pharosz szigetére húzódott vissza, hogy ott várja be a támadást. A római hadsereg i. e. 219 tavaszán Lucius Aemilius Paullus consullal az élén kikötött az illíriai Apollóniában, és egy héten belül bevette Dimalé várát. Ezt követően egyenesen Pharosz alá hajózott, ahol egy figyelemelterelő hadművelet segítségével bevette a várat. A hatezer illír harcos nagy része elesett, a várat pedig a földdel tették egyenlővé a rómaiak. Pharoszi Démétriosz nem várta be az ostrom végét, még annak befejezése előtt elmenekült, és V. Philipposz pellai udvarában kért oltalmat. Régensi uralma i. e. 219 nyarán véget ért.

### Makedón szolgálatban
Pharoszi Démétriosz pártfogója, V. Philipposz tanácsadója lett. Titus Livius krónikája szerint Róma ugyan követséget küldött a makedón udvarba, hogy Démétriosz kiadatását követelje, de a makedón uralkodó nem teljesítette kérésüket. Démétriosz Makedóniából követte az illíriai eseményeket, készen állva arra, hogy száműzetését megszakítva újból átvegye a kormányrudat. A helyzet eleinte számára kedvezően alakult hazájában. Az Illír Királyságot tovább kormányzó, fiatal és gyengekezű Pinnész nem tudott úrrá lenni a vesztes háború nyomában kibontakozó társadalmi válságon. Utódja és egyben atyai nagybátyja, az i. e. 217-től uralkodó Szkerdilaidasz ugyan tartotta magát a Róma-barát politikához, és eleinte katonai sikereket is elkönyvelhetett a makedónokkal szemben, ezek rövid életűeknek bizonyultak. Démétriosz már akkor arra buzdította a makedón uralkodót, hogy rohanja le Illíriát, és az Adriai-tenger partjáról indítson hadjáratot Itáliába, amikor i. e. 218-ban Róma elveszítette Hannibállal szemben a trebiai csatát. Philipposz azonban csak két év elteltével, i. e. 216-ban vezette száz lemboszból álló flottáját az illíriai Apollónia alá, de végül harc nélkül visszatért kikötőibe.
A következő évben, i. e. 215-ben a makedón uralkodó szövetséget kötött Hannibállal abban a reményben, hogy közös erővel vereséget mérhetnek Rómára, és felszabadíthatják „Kerkürát, Apollóniát, Epidamnoszt, Pharoszt, Dimalét, a parthinok és az atintánok földjét, Pharoszi Démétrioszt pedig visszahelyezhetik jogaiba, a rómaiak által elbitorlott Illír Királyságba”, ahogy Polübiosz írta. Bár a tervből nem lett semmi, az albán történész, Neritan Ceka azt sejteti, hogy Pharoszi Démétriosz volt az egyezség mögött álló értelmi szerző. A következő évben, i. e. 214-ben aztán kitört az első római–makedón háború, amelynek során a makedónok végül i. e. 213-ban elfoglalták az Illír Királyság nagy részét.
Pharoszi Démétriosz azonban ezt már nem érhette meg. Fegyverrel kezében vesztette életét i. e. 214-ben a peloponnészoszi Messzéné ostrománál.